# OKz32
OKz32 – polski parowóz tendrzak osobowy przystosowany do obsługi górskich linii kolejowych. Został wyprodukowany dla PKP w liczbie 25 sztuk w latach 1934–1936 przez Zakłady Mechaniczne H. Cegielskiego w Poznaniu na zlecenie Ministerstwa Komunikacji specjalnie do obsługi linii kolejowych Kraków – Zakopane. Pozostawały w eksploatacji liniowej do lat 70. XX wieku; jeden egzemplarz później odbudowano do prowadzenia pociągów muzealnych.

## Geneza, projekt i produkcja
W latach 1920–1930 linie kolejowe nr 97, 98 i 99 obsługiwane były parowozami serii TKt1 i TKt2. Wraz ze wzrostem liczby przewozów pasażerskich na tych liniach lokomotywy nie były w stanie sprostać potrzebom przewozowym PKP, w związku z czym Ministerstwo Komunikacji zamówiło w zakładach HCP nowy model parowozu. Założono, że lokomotywa ta powinna prowadzić na trasie z Krakowa do Zakopanego pociągi o masie 400 t oraz mieć zwiększone zapasy wody i węgla. Ponadto powinna być w stanie pokonywać łuki o małych promieniach oraz być tendrzakiem, gdyż na tym odcinku ma miejsce trzykrotna zmiana kierunku jazdy.
Projekt nowego tendrzaka opracowało Biuro Konstrukcyjne HCP pod kierownictwem prof. Antoniego Xiężopolskiego. Początkowo planowano wykonać parowóz o układzie osi 1'E2' (1–5–2) w celu maksymalnego powiększenia zapasów, ostatecznie jednak przyjęto symetryczny układ 1'E1' (1–5–1). W 1932 Ministerstwo Komunikacji zatwierdziło powstały projekt nadając parowozowi serię OKz32.
W marcu 1934 gotowy był pierwszy prototypowy egzemplarz, a do końca 1934 powstało jeszcze 13 tendrzaków tej serii. W 1935 wybudowano 6 sztuk, a w 1936 wyprodukowano ostatnich 5. W latach 1934–1936 zakłady H. Cegielskiego wyprodukowały łącznie 25 parowozów serii OKz32 dla PKP.

## Konstrukcja
Ostoja z belek, z jednolitym blokiem międzycylindrowym była podparta od dołu na czterech punktach usprężynowania. Posiadała pięć osi napędnych oraz dwie toczne w układzie 1–5–1 osadzone w wózkach Kraussa-Helmholtza. Osie toczne posiadały przesuw boczny po 130 mm na stronę, natomiast pierwsza i ostatnia oś napędna po 25 mm. Trzy środkowe osie napędne były sztywne, a trzecia oś napędna dodatkowo miała węższe o 15 mm obrzeża kół, co pozwalało na pokonywanie łuków o promieniu 150 m. Osie napędne były drążone, co zapewniało chłodzenie w przypadku grzania się łożysk osiowych. Do ostoi przymocowano dwucylindrową bliźniaczą maszynę parową na parę przegrzaną z suwakami tłoczkowymi i wyrównawczymi ciśnienia. Mechanizm poruszający posiadał panewki dwudzielne regulowane, a mechanizm parorozdzielczy zastosowano według systemu Heusingera. Do smarowania cylindrów parowych i łożysk osiowych zastosowano smarotłocznię Friedmanna.
Zastosowano kocioł z szerokim stojakiem i miedzianą skrzynią ogniową, osprzętem znormalizowanym, drzwiczkami do paleniska typu Marcotiego oraz urządzeniami ciągowymi w dymnicy typu Petticoat.
Powietrze do układu hamulcowego i piasecznicy dostarczały sprężarki powietrza H11a3. Hamulec Westinghouse służył do hamowania składów pociągowych, a sam parowóz był hamowany przez układ dodatkowy.

## Eksploatacja
| Państwo | Przewoźnik | Liczba | Lata eksploatacji | Źródła |
| ------- | ---------- | ------ | ----------------- | ------ |
| Polska  | PKP        | 25     | 1934–1939         | [ 1 ]  |
| Polska  | PKP        | 11     | 1945–1974         | [ 1 ]  |

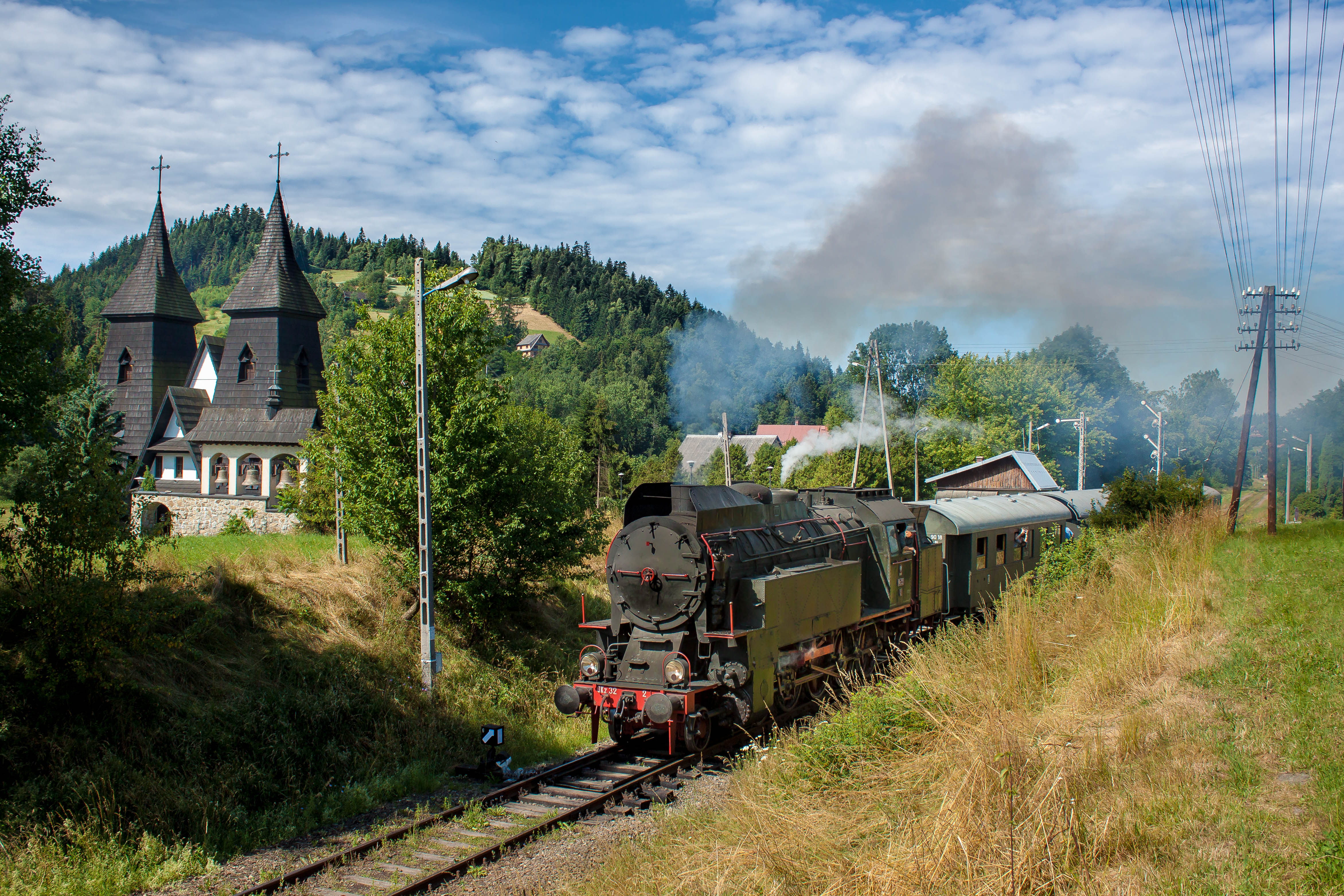
OKz32-2 z pociągiem retro w Rabce-Zarytem (2015)

4 kwietnia 1934 miała miejsce pierwsza jazda próbna parowozu OKz32-1. Lokomotywa ta przejechała ze składem 8 wagonów 4-osiowych o łącznej masie 330 t trasę Kraków – Zakopane w czasie o 29 minut krótszym niż parowozy TKt1 czy TKt2.
Cała seria OKz32 została przydzielona do dyrekcji krakowskiej PKP. W 1938 16 maszyn stacjonowało w MD Kraków Płaszów i jeździło na trasie, na którą zostały specjalnie zaprojektowane, a pozostałych 9 służyło w MD Nowy Sącz i obsługiwały pociągi dalekobieżne z Tarnowa do Krynicy.
II wojna światowa rozproszyła część maszyn. 17 zostało przejętych przez koleje niemieckie (Deutsche Reichsbahn), otrzymując numery serii 953 (od 95 301 do 317) i stacjonując w Krakowie Płaszowie lub Nowym Sączu, kilka trafiło na koleje ZSRR. W 1945 PKP dysponowały jedynie 8 parowozami OKz32, a w latach 1948–1949 do kraju powróciły kolejne trzy (z NRD, Czechosłowacji i Austrii). Otrzymały one nowe numery OKz32-1 do 11. Lokomotywy przejęte przez ZSRR pracowały prawdopodobnie w dyrekcji lwowskiej, natomiast te, które znalazły się na terenie amerykańskiej strefy okupacyjnej Niemiec, w latach 50. zostały zezłomowane. W 1956 został zwrócony do Polski z NRD dwunasty parowóz tej serii, który nie powrócił jednak do służby.
Do około 1952–1953 wszystkie parowozy OKz32 były przypisane do MD Kraków Płaszów, skąd przekazano je do Suchej Beskidzkiej. Obsługiwały one wyłącznie linię zakopiańską. Podczas powojennej eksploatacji lokomotywy poddano różnym modernizacjom, m.in. wymieniono skrzynie ogniowe z miedzianych na stalowe, zamontowano odchylacze dymu, a wyrównywacze ciśnienia zabudowano osłonami z blachy.
Intensywna eksploatacja parowozów serii z OKz32 doprowadziła do jej szybkiej kasacji. W październiku 1971 jako pierwszy został skreślony z inwentarza OKz32-7, natomiast w połowie 1974 wygaszono trzy ostatnie sztuki o numerach 2, 8 i 9. OKz32-9 sprzedano do Łańcuckiej Fabryki Śrub w charakterze kotła stałego. Poza OKz32-2, pozostałe lokomotywy następnie złomowano.
Jedyny zachowany parowóz OKz32-2 stał się eksponatem Muzeum Kolejnictwa w Warszawie. Po odbudowie przeprowadzonej w 1991 w ZNTK w Pile stał się drugim po Ok22-31 czynnym parowozem historycznym na PKP. Po naprawie został wpisany do inwentarza 20 lutego 1992 oraz wypożyczony w depozyt do Skansenu w Chabówce, gdzie wykorzystywany jest m.in. do prowadzenia pociągów retro.